# The Way It Is (singolo Bruce Hornsby and the Range)
The Way It Is è un singolo del gruppo rock statunitense Bruce Hornsby and the Range, pubblicato nel settembre 1986 come secondo estratto dall'album omonimo.
Scritta da Bruce Hornsby, la canzone fa esplicito riferimento all'Economic Opportunity Act, noto anche come Poverty Act del 1964, e al Civil Rights Act del 1964. Musicalmente, la canzone è caratterizzata da due lunghi assoli di pianoforte.
Ha raggiunto la vetta delle classifiche negli Stati Uniti (Billboard Hot 100), in Canada (RPM) e nei Paesi Bassi (Dutch Top 40), diventando l'ottavo singolo più ascoltato negli Stati Uniti nel 1987.

## Descrizione
Il verso di apertura descrive un gruppo di poveri disoccupati in coda per ricevere sussidi sociali, illustrando la divisione tra ricchi e poveri; il secondo verso racconta invece le questioni sociali secondo l'opinione di un sostenitore della segregazione razziale. La strofa finale spiega infine l'entrata in vigore dell'Economic Opportunity Act del 1964 "per dare a chi non ha un po' di più", e del Civil Rights Act del 1964 come una vittoria del movimento per i diritti civili contro la discriminazione sul lavoro. Tuttavia, insiste che c'è bisogno di fare di più.

## Video musicale
Il videoclip mostra il gruppo suonare in concerto nonché lo stesso Hornsby suonare il pianoforte.

## Cover
- Gli Undercover hanno realizzato una cover del brano nel 1992.
- Il singolo Changes di Tupac Shakur del 1998 è una cover di questo brano.
- Sharon Robinson ha realizzato un'altra cover nel 2015.

## Altri utilizzi
- Il singolo Things'll Never Change di E-40 del 1996 contiene un sample del brano.
- Il singolo Siedzę i myślę di Beata Kozidrak del 1998 contiene un sample del brano.
- Il dj producer Don Diablo ha campionato il brano nel suo singolo "Never Change" del 2019.
- Il singolo viene usto nel cortometraggio del 2020 Due estranei (Two Distant Strangers).
- Una cover strumentale del brano è presente nell'anime City Hunter, nella puntata 78 della seconda serie ("Non toccate la memoria di Jeff - 1ª parte") e da lì sarà presente in successive puntate come sottofondo musicale.